# Consulado General de Francia en Jerusalén
El Consulado General de Francia en Jerusalén es el Representante Consular de la República Francesa en Jerusalén, ubicado en 5 Paul Emile Botta. Los territorios que están bajo la jurisdicción del Departamento Consular son Jerusalén y sus suburbios, pero también los territorios palestinos en Cisjordania y la Franja de Gaza.
El cónsul general, que no está bajo la autoridad del embajador francés en Israel, está encargado de la protección y el seguimiento administrativo de los residentes franceses o visitantes del departamento consular, pero también está encargado de la relación con la Autoridad Nacional Palestina.
Desde el siglo XVI, gracias a los tratados de concesión extranjera, el cónsul general francés en Jerusalén se ha encargado de proteger los lugares sagrados en esta ciudad, pero también en otras partes de Israel y Palestina. El Cónsul General de Francia en Jerusalén comienza sus funciones con una entrada oficial a la Iglesia del Santo Sepulcro, luego se muestra el himno de Te Diom en la Iglesia de Santa Ana.

## Propiedad francesa
El cónsul general francés en Jerusalén administra muchas propiedades francesas en Jerusalén y sus suburbios:
- Iglesia de Santa Ana
- Iglesia Butter Noster
- El antiguo liderazgo cruzado Abu Ghosh (Monasterio de Santa María de la Resurrección)
- Tumbas de los Reyes (Jerusalén)